# Sara Riffel
Sara Riffel (* 1. Juni 1977 in Rüdersdorf) ist eine deutsche Übersetzerin, Lektorin und Autorin.

## Leben
Sara Riffel studierte Amerikanistik, Anglistik und Kulturwissenschaft an der Freien Universität und der Humboldt-Universität Berlin mit Abschluss Magister. Von 2002 bis 2006 arbeitete sie als Research Assistant am John F. Kennedy-Institut der FU Berlin. Während des Studiums begann sie, aus dem Englischen zu übersetzen. Seitdem arbeitet sie als freie Literatur- und Sachbuchübersetzerin unter anderem für Piper, Heyne, Fischer Tor, DuMont und Klett-Cotta. Von Anfang 2007 bis Ende 2015 war sie als Programmberaterin und freie Lektorin für Egmont LYX tätig.
Sie war mit Hannes Riffel verheiratet.

## Übersetzungen (Auswahl)
- Isaac Asimov. Azazel. ISBN 978-3-937897-03-5. Original: Azazel. Co-Übersetzerin mit Joachim Körber, Jens Schumacher (Edition Phantasia, 2004)
- Ray Bradbury. Der Katzenpyjama. ISBN 978-3-937897-09-7. Co-Übersetzerin mit Joachim Körber, Michael Siefener, Frauke Czwikla (Edition Phantasia, 2005)
- Ernest Cline. Ready Player One. ISBN 978-3-7645-3090-7. Original: Ready Player One / Co-Übersetzerin mit Hannes Riffel. ISBN 978-0-09-956043-2 (Penhaligon, München 2012)
- Ernest Cline. Armada. ISBN 978-3596296613. Original: Armada. (Fischer Tor, 2018)
- Sara Douglass. Hüter der Macht. ISBN 978-3-492-70162-4. (Piper, 2008)
- Sara Douglass. Tochter des Krieges. ISBN 978-3-492-70163-1. (Piper, 2010)
- Sara Douglass. Diener des Bösen. ISBN 978-3-492-70164-8. (Piper, 2010)
- Sara Douglass. Die sterblichen Götter Tencendors. Co-Übersetzerin mit Hannes Riffel. (Piper, 2007)
- Sara Douglass. Die Wächter der Zeiten. ISBN 978-3-492-70043-6 / Co-Übersetzerin mit Hannes Riffel. (Piper, 2006)
- Sara Douglass. Die letzte Schlacht um Tencendor. Co-Übersetzerin mit Hannes Riffel. (Piper, 2007)
- William Gibson. System Neustart. ISBN 978-3-608-50113-1 / Co-Übersetzerin mit Hannes Riffel / Original: Zero History. ISBN 978-0-670-91955-0 (Klett-Cotta, 2011)
- William Gibson. Misstrauen Sie dem unverwechselbaren Geschmack. ISBN 978-3-608-50314-2 / Co-Übersetzerin mit Hannes Riffel / Original: Distrust That Particular Flavor. ISBN 978-0-425-25299-4 (Klett-Cotta, 2013)
- Robert A. Heinlein. Die Nachgeborenen: eine Sittenkomödie. Original: For Us the Living. ISBN 978-3-926126-70-2 (Shayol, 2007)
- Joe Hill. Christmasland. ISBN 978-3-453-26882-1 / Co-Übersetzerin mit Hannes Riffel / Original: NOS4A2. ISBN 978-0-06-220057-0 (Heyne, 2013)
- K. W. Jeter. Dr. Adder. Original: Dr. Adder. ISBN 3-937897-13-5 (Edition Phantasia, 2006)
- A.K. Larkwood. Die dunklen Pfade der Magie. ISBN 978-3596000692. Original: The Unspoken Name. (Fischer Tor, 2020)
- Ursula LeGuin. Erdsee. ISBN 978-3596701605. Co-Übersetzerin mit Karen Nölle et al. Original: Earthsea (Fischer Tor, 2018)
- Paul McAuley. Der stille Krieg. Original: The Quiet War. ISBN 978-3-453-52662-4 (Heyne, 2010)
- Paul McAuley. Sonnenfall. Original: Gardens of the Sun. ISBN 978-3-453-53374-5 (Heyne, 2011)
- James A. Owen. Die ewige Bibliothek. (Piper, 2004)
- James A. Owen. Der unsichtbare Mond. (Piper, 2005)
- James A. Owen. Der zeitlose Winter. (Festa, 2003)
- James A. Owen. Die verschollene Symphonie. (Festa, 2004)
- Anthony Ryan. Das Lied des Blutes. ISBN 978-3-608-93925-5 / Co-Übersetzerin mit Hannes Riffel / Original: Blood Song. ISBN 978-0-425-26828-5 (Klett-Cotta, 2014)
- Anthony Ryan. Die Königin der Flammen. ISBN 978-3608949735. Co-Übersetzerin mit Birgit Pfaffinger. Original: Queen of Fire. (Klett-Cotta, 2018)
- Anthony Ryan. Das Erwachen des Feuers. ISBN 978-3608949742. Co-Übersetzerin mit Birgit Pfaffinger. Original: The Waking Fire. (Klett-Cotta, 2018)
- Anthony Ryan. Das Heer des weißen Drachen. ISBN 978-3608949759. Co-Übersetzerin mit Birgit Pfaffinger. Original: The Legion of Flame. (Klett-Cotta, 2018)
- Anthony Ryan. Das Imperium aus Asche. ISBN 978-3608949766. Co-Übersetzerin mit Birgit Pfaffinger. Original: Empire of Ashes. (Klett-Cotta, 2019)
- Anthony Ryan. Das Duell der Bösen. ISBN 978-3608981179. Original: The Lord Collector. (Klett-Cotta, 2017)
- Anthony Ryan. Das Lied des Wolfes. Original: The Wolf's Call. (Klett-Cotta, 2020)
- Anthony Ryan. Das Schwarze Lied. ISBN 978-3608982183. Original The Black Song. (Klett-Cotta, 2021)
- Anthony Ryan. Der Paria. ISBN 978-3608980912. Original: The Pariah. (Klett-Cotta, 2023)
- Anthony Ryan. Der Märtyrer. ISBN 978-3608987621. Original: The Martyr. (Klett-Cotta, 2024)
- Anthony Ryan. Der Verräter. ISBN 978-3608980936. Original: The Traitor. (Klett-Cotta, 2025)
- Tim Burton: Der melancholische Magier / Hg. Mark Salisbury. ISBN 978-3-86995-036-5 / Co-Übersetzerin mit Hannes Riffel / Original: Burton on Burton. ISBN 978-0-571-22926-0 (Quadriga, 2012)
- V. E. Schwab. Vicious. ISBN 978-3596705030. Co-Übersetzerin mit Petra Huber. Original: Vicious (Fischer Tor, 2019)
- V.E. Schwab. Vengeful. ISBN 978-3596705023. Co-Übersetzerin mit Petra Huber. Original: Vengeful (Fischer Tor, 2020)
- Peter Watts. Blindflug. ISBN 978-3-453-52364-7 / Original: Blindsight. ISBN 978-0-7653-1964-7 (Heyne, 2008)
- Peter Watts. Abgrund. Original: Starfish. ISBN 978-3-453-52446-0 (Heyne, 2008)
- Peter Watts. Mahlstrom. Original: Maelstrom. ISBN 978-3-453-52508-5 (Heyne, 2009)
- Peter Watts. Wellen. Original: Behemoth. ISBN 978-3-453-52565-8 (Heyne, 2009)

## Auszeichnungen und Ehrungen
2009 erhielt sie den Kurd-Laßwitz-Preis in der Kategorie Beste Übersetzung für ihre Übertragung des Romans Blindflug von Peter Watts.